# Immitància

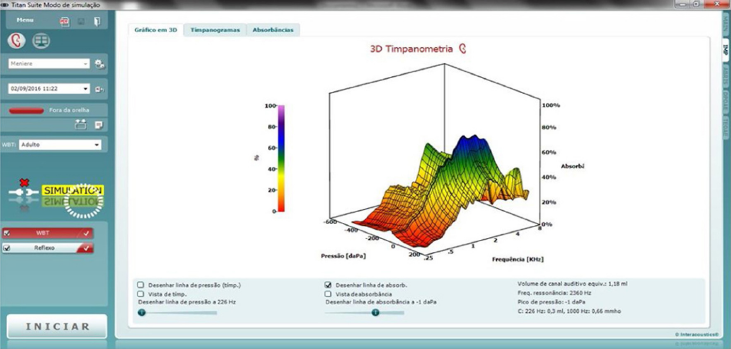
Imatge de les mesures d'immittància acústica de banda ampla.

Immitància és un terme utilitzat en l'enginyeria elèctrica i l'acústica, específicament la bioacústica i l'oïda interna, per descriure la mesura combinada de l'admissió elèctrica o acústica i la impedància elèctrica o acústica. La immittància va ser encunyada inicialment per H. W. Bode el 1945, i es va utilitzar per primera vegada per descriure l'admissió o la impedància elèctrica d'una xarxa nodal o de malla. Bode també va suggerir el nom "adpedence", però el nom actual es va adoptar més àmpliament. En bioacústica, la immittància s'utilitza normalment per ajudar a definir les característiques de la reverberació del soroll dins de l'oïda mitjana i ajudar amb el diagnòstic diferencial de la malaltia de l'oïda mitjana. La immittància és típicament un nombre complex que pot representar la impedància i l'admitència (relació de tensió a corrent o viceversa en circuits elèctrics, o velocitat de volum a pressió sonora o viceversa en sistemes acústics) d'un sistema. La immittància no té una unitat associada perquè s'aplica tant a la impedància, que es mesura en ohms (Ω) o en ohms acústics, com a l'admitència, que es mesura habitualment en siemens (S) i històricament també s'ha mesurat en mhos (℧), el recíproc dels ohms.

## Ús notable

### Bioacústica
En audiologia, la timpanometria de vegades es coneix com a prova d'immitància . La timpanometria és especialment eficaç quan es tenen en compte tant la impedància com l'admissió de l'oïda interna. La immittància permet l'anàlisi de tots dos i, per tant, és crucial per a la timpanometria de múltiples components i freqüències múltiples. Clínicament, pocs casos requereixen l'ús d'aquesta tècnica per a un diagnòstic precís; però per als menys del 20% dels casos que ho requereixen, la tècnica és una necessitat. La timpanometria de múltiples components i freqüències múltiples és molt valuosa per al diagnòstic diferencial de la fixació de la cadena ossicular lateral a partir de la fixació de l'estil, les pèrdues auditives mixtes profundes, l'otoesclerosi clínica per la ruptura de la cadena ossicular, la hipermobilitat de l'articulació incudostapedial i la fixació ossicular congènita en nens.

### Enginyeria elèctrica
En electrònica, es pot crear un gràfic d'imitància Smith superposant tant la impedància com la graella d'admissió, la qual cosa és útil per connectar en cascada en sèrie amb circuits elèctrics connectats en paral·lel. Això permet visualitzar els canvis en la impedància o l'admissió en el sistema causats per components del circuit en sèrie o en paral·lel.